# Ванда Дубенська
Ванда Дубенська (пол. Wanda Dubieńska; дошлюбне прізвище — Новак; 12 червня 1895, Краків — 28 листопада 1968, Жонська) — перша польська олімпійська чемпіонка, чемпіонка Польщі з фехтування, тенісу та лижних перегонів.

## Життєпис
Народилася 12 червня 1895 року у Кракові, мікробіолога, професора Ягеллонського університету Юліана Ігнація Новака (згодом прем'єр-міністр Республіки Польща) та Зофії Венжович. Закінчила музикознавство та ветеринарію. З неї малювали портрети Станіслав Виспянський та Яцек Мальчевський, грала на фортепіано в чотири руки з Ігнацієм Падеревським. Була однією з провідних та різнобічних польських спортсменок у міжвоєнний період. У 1912—1933 роках виступала в кольорах «AZS Kraków».

### Фехтування та олімпіада
Була першою польською спортсменкою-олімпійкою, яка була представлена Олімпійським комітетом Польщі для участі у турнірі з фехтування жінок на Літніх Олімпійських іграх в Антверпені 1920 року, але через польсько-радянську війну, що тоді тривала, не брала участі в цих Іграх. На наступних  Олімпійських іграх у Парижі у 1924 році вона виступила лише на рапірі, фінішувавши у відбірковій групі. У цьому ж змаганні вона завоювала титул віце-чемпіонки Польщі з бігу у 1928 році та чемпіонки у 1929 році, потім відмовилася від виступів у цьому виді спорту. У 1928–1929 роках опублікувала декілька статей про фехтування та теніс в журналі «Старт».

### Теніс
На чемпіонаті Польщі в індивідуальному розряді тріумфувала в 1928 році в Катовиці, перемігши у фіналі юну Ядвігу Єнджейовську. В інших фіналах у 1921, 1922, 1926, 1927, 1930, 1932 та 1933 роках вона програла, зокрема, останні три роки Єнджейовській. За книгою спогадів «Я народилася на корті» Єнджейовської, відносини між цими спортсменками складалися не найкращим чином: Дубенська уникала молодшу суперницю, відмовлялася тренуватися разом та виступила проти прийняття Єнджейовської до клубу. В інших змаганнях з тенісу Дубенська завоювала титул чемпіонки Польщі у парному розряді у 1933 році та в міксті у 1927 році, а у фіналі програла у 1926 та 1928 роках (у парному розряді) та 1932 році (у міксті).

### Лижний спорт
У 1920-х роках також була однією з найкращих польських лижниць. У 1924 році стала чемпіонкою Польщі з лижному бігу на 8 км. У 1929 році на міжнародних змаганнях FIS посіла 7 місце з 23 стартових конкурентів.

### Друга Світова війна
Під час нацистської окупації мешкала у Кракові. До вересня 1940 року працювала на виробництві сироватки та вакцин «Серо». У 1940-1942 роках працювала лаборанткою в лікарні св. Лазаря. З 1942 по 1944 роки була стенотипісткою та машиністкою на фабриці арматур у Лаґевниках. Підписала фолькслист, за який після війни була ув'язнена до виправно-трудового табору. Відповідно до ст. 1 п. 2 від 20 липня 1950 року (Журнал законів № 29/50, ст. 270), її амністували.

### Подальша доля

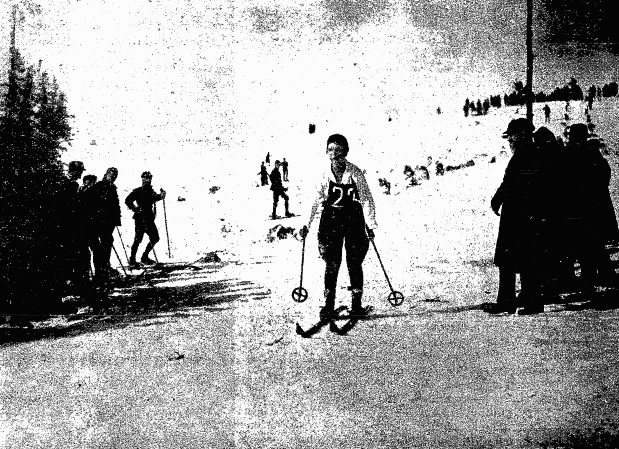
Ванда Дубенська під час змагань в Закопане у 1922 році

Після звільнення з трудового табору, спочатку мешкала та працювала у Ґожуві-Великопольському ветеринаром. З листопада 1948 року по грудень 1951 року працювала медичною сестрою в санаторіях в Явожу, Полчин-Здрую, Івоничу та Риманів-Здрую. У лютому 1952 року знову оселилася у Ґожуві-Великопольському. У 1964 році отримала ступінь доктора ветеринарних наук та до 1967 року працювала у Воєводському інституті ветеринарної гігієни. Померла 28 листопада 1968 року, похована на Раковицькому цвинтарі у Кракові. Її шлюб з Юзефом Дубінським, укладений до 1924 року, розпався; після війни чоловік оселився в Ізраїлі.